# Кшищоф Пендерецки
Кшѝщоф Еугѐниуш Пендерѐцки (на полски: Krzysztof Eugeniusz Penderecki [ˈkʂɨʂtɔf ɛuˈɡɛɲuʂ pɛndɛˈrɛt͡skʲi]) е полски композитор и диригент. Един от представителите на школата на авангардистите. Автор е главно на оркестрови произведения.

## Биография и творчество
Роден на 23 ноември 1933 г. в Дембица. В периода 1955 – 1958 следва в Държавното висше музикално училище в Краков. Преподава в своята Алма матер от 1958 г., а от 1972 до 1987 г. е неин ректор. През 1959 г. печели I, II и III награда на анонимния Конкурс за млади композитори на Съюза на полските композитори. Европейска известност придобива със Строфи – произведение за сопран, 10 инструмента и рецитатор, представено на фестивала „Варшавска есен“ през 1959 г.
През 1960 г. пише творбата 8'37'', посветена по-късно на жертвите от Хирошима. Благодарение на нея Пендерецки се утвърждава като един от водещите авангардни композитори на своето поколение. Към този етап от творчеството му се отнасят и Флуоресценции, изпълнени за първи път през 1962 г. Повратна точка в творчеството на композитора е Страсти по Лука. Създадената през 1966 г. творба е първото голямо произведение в кариерата на Пендерецки и бележи отдалечаването на композитора от авангардните течения в класическата музика. През следващите десетилетия създава четири опери: Дяволите от Луден (1969), Изгубеният рай (1976 – 78), Черната маска (1984 – 1986), Крал Юбю (1991); вокално-инструментални творби (Dies Irae, Утреня, Te Deum, Полски реквием и др.); произведения за хор, оркестър и солисти, камерни произведения.
Композиторът създава музиката за филма „Ръкопис, намерен в Сарагоса“ на Войцех Йежи Хас. Редица режисьори използват негови композиции в своите филми.
Преподава в Есен (1966 – 1968) и в Йейлския университет (1973 – 1978). Той е художествен директор на Краковската филхармония (1987 – 1990), на музикалния фестивал в Сан Хуан в Пуерто Рико (от 1993), както и музикален директор на Sinfonia Varsovia (от 1997).
Като диригент дебютира през 1971 г. Дирижира редица оркестри със световна слава: Мюнхенската филхармония, Лондонския симфоничен оркестър, Оркестъра на Нюйоркската филхармония, оркестъра на японското радио в Токио и др. През 2013 г. по повод 80-годишнината на композитора е издадена колекция с всички негови симфонии, дирижирани от самия него.
Умира на 29 март 2020 г. в Краков, Полша.

### Страсти по Лука
| Година | Име | Произведение             | Инструмент |
| ------ | --- | ------------------------ | ---------- |
| 1968:  |     | Pasja według św. Łukasza | хор        |

## Признание и награди
Носител на награди „Грами“ от 1987, 1998, 2001 г., „Prix Italia“ от 1967 и 1968 г., „Готфрид Хердер“ (1977), „Сибелиус“ (1983), „Лоренцо Магнифико“ (1985), „Карл Волф“ на израелската Wolf-Fondation (1987), Best Living Composer, Midem Classique в Кан (2000) и др.
Почетен доктор и почетен професор е на редица университети: Джорджтаунския университет във Вашингтон, Глазгоуския университет, Московската държавна консерватория „П. И. Чайковски“, Музикалния университет „Ф. Шопен“ във Варшава, Сеулския национален университет, Рочестърския университет, Университета на Бордо, Католическия университет в Льовен, Белградския университет, Мадридския университет Комплутенсе, Университета „Адам Мицкевич“ в Познан, Сейнт Олаф Колидж в Нортфилд (Минесота), Дюкейнския университет в Питсбърг, Понтифическия католически университет в Перу, Питсбъргския университет, Санктпетербургския държавен университет, Централната консерватория на Пекин, Йейлския университет, Мюнстерския университет и Академията за музикално, танцово и изобразително изкуство в Пловдив (1991).